# First RIDE 〜Surf&Sup
『First RIDE 〜Surf&Sup』（ファーストライド サーフアンドサップ）はBSフジで2014年8月30日にスタートしたスポーツ番組

## 概要
おとなのマリンスポーツして定着するサーフィンとサップを基礎から学ぶ番組。

## 出演者
プレーヤーサーファー
- 宇井初美（プロロングボーダー）
- 目良麻里亜（プロショートボーダー）
- 西村優花（プロボディーボーダー）

サップ解説
- 阿出川潤（TED SURF OCEAN SPORTS）

サーフィン解説
- 鈴木直人（REAL SURF SHOP）

サップヨガ指導
- 小山裕子（ヨガインストラクター）

ナレーション
- 鮎貝健

## スタッフ
- 構成：茂木亮、吉田新一、永野絵里世、水口知己（マリンネット下田）、山田真弓（プロボディボーダー）
- カメラ：有馬尚史（hory island）、萩原孝
- 水中フォトグラファー：土屋高弘
- 空撮：工藤久男（Sweet Room）、中山英樹、小川まさみち
- ヘアメイク：小菅孝
- スタイリング&フォト：米地有佳子
- 撮影協力：Maish、Patagionia、real、SannySide、TED'S Ocian Sports、ボルボ・カーズ世田谷、GoPro、田牛サーフチーム
- 衣装協力：アディダス、BILLABONG、BODY GLOVE、CherShore、FLOJOS、Hurley、MAX、ムラサキスポーツ、melple、ONEAL、Pualani、ZERONE
- ディレクター：小島ヒロアキ
- プロデューサー：脇聖人
- エグゼクティブプロデューサー：高瀬真尚
- 企画制作：ズノー、ホリーアイランド、LAID BACK CORPORATION
- 製作著作：ズノーエンタテインメント

## 放送時間
- 土曜日 4:30 - 4:55